# Distrito de San Pablo (Canchis)
El distrito de San Pablo es uno de los ocho que conforman la provincia de Canchis, ubicada en el departamento del Cuzco en el Sur del Perú. Limita por el Norte con el distrito de Checacupe, por el Sur con el distrito de Sicuani, por el Este con el distrito de Nuñoa y por el Oeste con los distritos de San Pedro, Combapata y Yanaoca.
El papa Juan XXIII segregó de la Arquidiócesis del Cusco, las provincias civiles de Canchis, Canas, Espinar y Chumbivilcas, y con ellas creó la Prelatura de Sicuani, haciéndola sufragánea del Cusco, mediante la Constitución Apostólica Universae Ecclesiae del 10 de enero de 1959.

## Historia
Fue creado mediante Ley N.º 1673 del 12 de octubre de 1897, en el gobierno del Presidente Nicolás de Piérola.

## Geografía
Está ubicado a 3466 m s. n. m. (metros sobre el nivel del mar). Con una superficie de 524,06 km² (kilómetros cuadrados) y una población de 4979 habitantes (censo de 2007), posee una densidad de 9,5 habitantes/km².

## División administrativa

### Centros poblados
- Urbanos
  - San Pablo, con 2996 hab.
- Rurales
  - Huito, con 238 hab.
  - Karhui Uchullucllo, con 186 hab.

## Autoridades

### Municipales
- 2019-2022
  - Alcalde: Prof. José Quispe Puma
  - Regidores: Ing. Jimmy Palomino Palomino, Tec. Omar Puma Herrera, Bach. Hugo Pacco Velásquez, Sra. Fidelia Mamani Merma, Prof. Olger Gutierrez Cruz
- 2015-2018[2]
  - Alcalde: Ing. Juan Climaco Choque Copacondori, del Acuerdo Popular Unificado (APU, Perú).
  - Regidores: Lic. David Puma Herrera (APU), Sandro Odilón Mamani Muños (APU), Klinton Clousef Tunque Suyo (APU), Celia Condori Mamani (APU), Froilán Cusi Hancco (MOVIMIENTO AYLLU).
- 2011-2012[2]
  - Alcalde: Rober Eleuterio Ccoa Aguilar, del Partido Restauración Nacional (RN).
  - Regidores: Fredy Mendigure Quirita (RN), Oscar Condori Alarcón (RN), Alejandro Mamani Ccarita (RN), Simeona Quispe Quispe (RN), Percy Quispe Mamani (Gran Alianza Nacionalista).
- 2007-2010: Alcalde: Paulino Ccala Suyo.

### Religiosas
- Obispo Prelado de Sicuani: Monseñor Miguel La Fay Bardi, Orden Carmelita.

## Festividades
- Bajada de Reyes Magos
- Carnavales.
- San Pedro y San Pablo, que lleva el nombre en su honor.
- Virgen de Belén.
- Santiago.